# ماوند استیشن (ایلینوی)
ماوند استیشن (به انگلیسی: Mound Station) یک روستا در ایالات متحده آمریکا است که در شهرستان براون، ایلینوی واقع شده‌است. ماوند استیشن ۱٫۳۴ کیلومتر مربع مساحت و ۱۲۲ نفر جمعیت دارد.